# 瑞丽润楠
瑞丽润楠（学名：Machilus shweliensis）为樟科润楠属下的一个种。

## 扩展阅读
- 維基物種上的相關：瑞丽润楠